# Diante Baldwin
Diante Raynard Baldwin (High Point, Carolina del Norte, 17 de octubre de 1994) es un baloncestista estadounidense que pertenece a la plantilla del Mitteldeutscher BC de la Basketball Bundesliga, el primer nivel del baloncesto alemán. Con 1,83 metros de estatura, juega en la posición de base.

## Trayectoria deportiva

### Universidad
Jugó cuatro temporadas con los Spartans de la Universidad de Carolina del Norte en Greensboro, en las que promedió 9,9 puntos, 3,7 rebotes 3,5 asistencias y 1,4 robos de balón por partido. En su última temporada fue incluido por la prensa especializada en el segundo mejor quinteto de la Southern Conference, mientras que en la temporada anterior lo fue en el tercer equipo.

### Profesional
Tras no ser elegido en el Draft de la NBA de 2017, en el mes de agosto firmó su primer contrato profesional con el AZS Koszalin polaco. Allí jugó una temporada en la que promedió 11,9 puntos y 4,2 asistencias por partido.
En septiembre de 2018 firmó por el Vilpas Vikings de la Korisliiga finesa, Allí jugó 17 partidos, en los que promedió 10,7 puntos y 5,4 rebotes, para pasar a mitad de temporada al también equipo finés del KTP Basket, donde solo jugó tres partidos antes de dejar el equipo en abril de 2019.
En julio de 2019 fichó por el Tigers Tübingen de la ProA, el segundo nivel del baloncesto alemán. Hasta el parón por la pandemia del covid 19 promedió 12,5 puntos, 5,1 asistencias y 5,0 rebotes por partido.